# メミルムク
メミㇽムㇰ (Memil-muk) は、ソバのデンプンから作る灰茶色のムㇰである。朝鮮料理で、パンチャン（総菜）や肴（アンジュ）として食べられる。
20世紀中頃から末の韓国では、メミㇽムㇰとカレトックは、路上でヤシク（夜食）として広く提供されてきた。近年では、ダイエット食としても人気である。
他のソバ料理と同様に、江原道、特に平昌郡蓬坪面の名物である。

## 作り方
ソバの全粒を水に浸して苦みを取る。浸した全粒を石臼で挽いて濾す。得られた液体を静置して層に分け、上層の水を捨てる。ソバデンプンが溜まった下層をかき混ぜながら加熱し、冷やすとゼリー状のムㇰとなる。
メミㇽムㇰは、細かく砕いてキムチや炒りゴマ、醤油と混ぜ、ムチム（サラダ）やパンチャンとして食べることが多い。江原道では、チェサ（祖先を祭る儀式）にも用いられる。夏季には、冷たいキムチ出汁を用いて、メミㇽムㇰのサバル（冷たいスープ）を作る。冬季には、牛出汁と醤油を用いて熱いジャンクㇰ（スープ）を作る。
栄州市では、今でもムㇰパㇷ゚を伝統的な方法で作り、食べている家庭もある。

## 伝説
古代には、メミㇽムㇰは、トッケビ（朝鮮の妖怪）を惹きつけると考えられてきた。
メミㇽムㇰは、巫俗によるクッという儀式で、伝染病の原因と考えられていたトッケビを追い払うのに用いられる。また、儒教の儀式であるチェサ（祭祀）や仏教の儀式であるコサ（告祀）も同じような目的を持ち、同様にメミㇽムㇰが用いられる。

## その他
韓国の漫画Dokebi Brideでは、トッケビを呼び出す重要なアイテムとしてメミㇽムㇰが登場している。

## ギャラリー

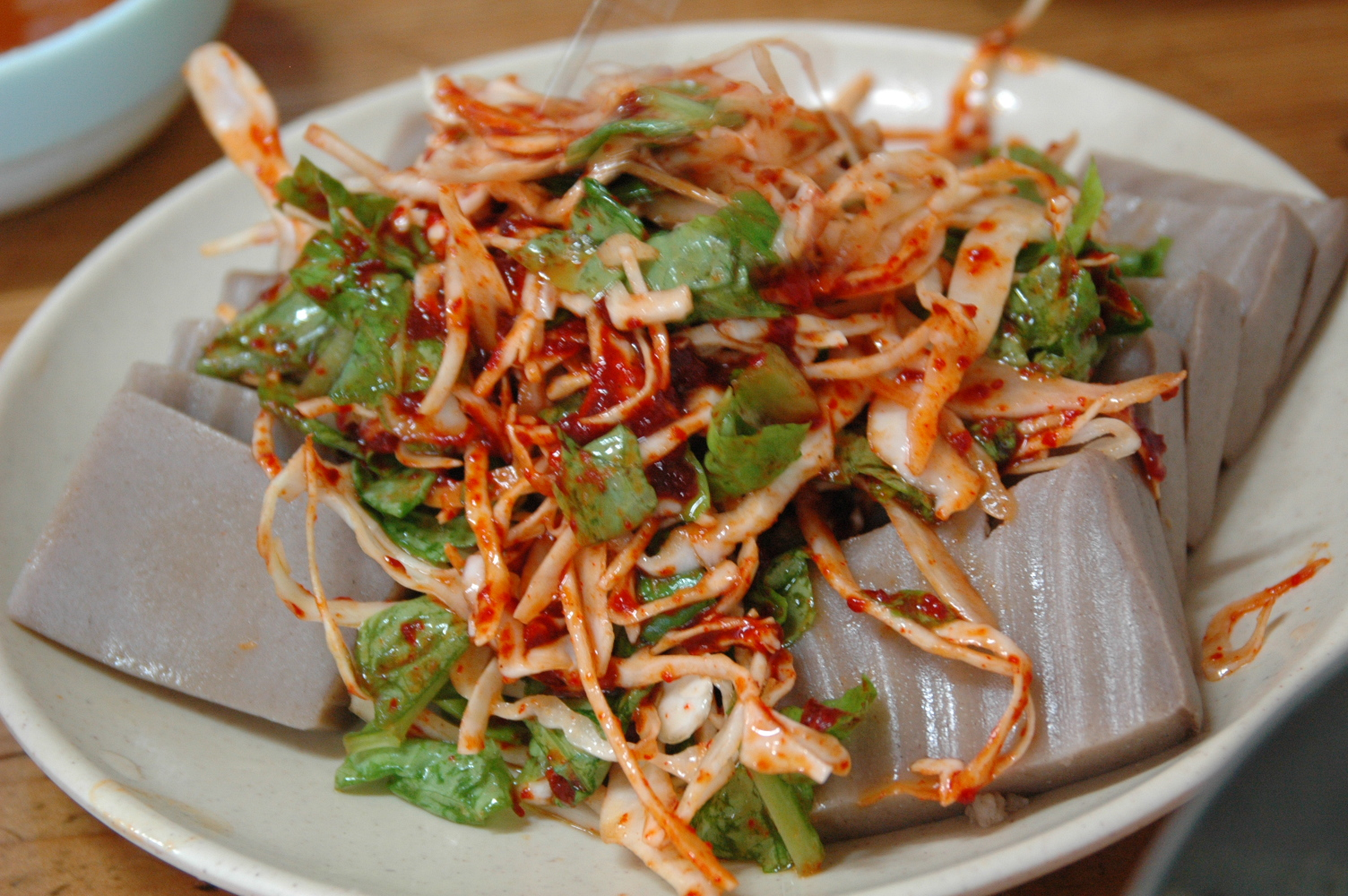
メミㇽムㇰのムチム（サラダ）
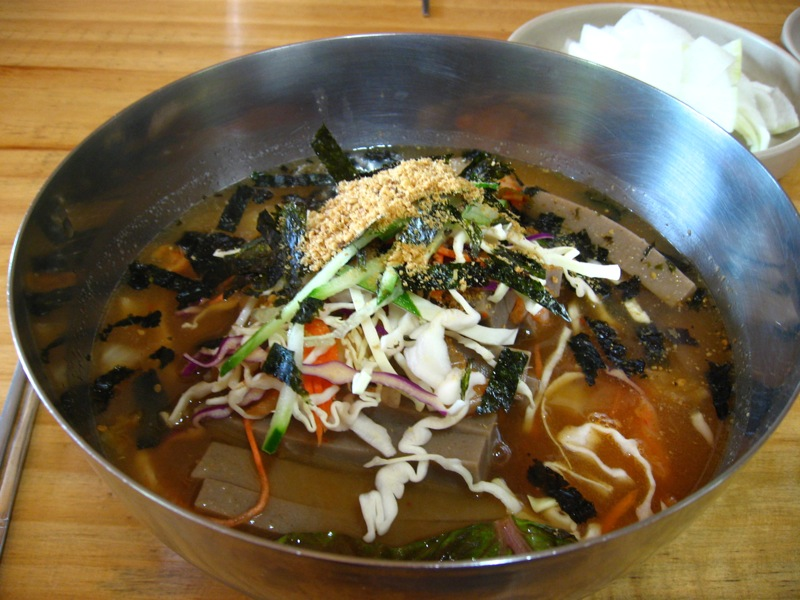
メミㇽムㇰのサバル（冷たいスープ）
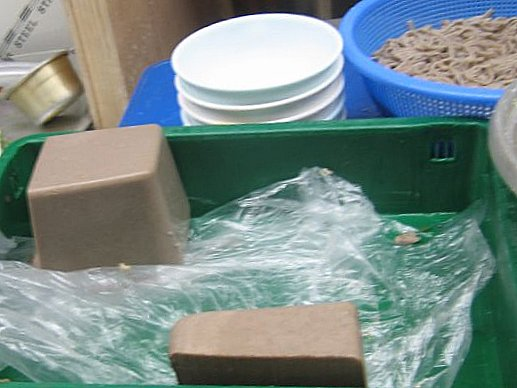
ブロック状のメミㇽムㇰ